# 안양시의회
안양시의회는 경기도 안양시의 기초자치의회이다.

## 조직

### 의장단
- 의장
- 부의장

### 위원회

#### 상임위원회
- 의회운영위원회
- 총무경제위원회
- 보사환경위원회
- 도시건설위원회

#### 특별위원회
- 예산특별위원회
- 윤리특별위원회

### 사무기구

#### 사무국
- 의정팀
- 의사팀
- 홍보팀
- 정책지원팀

### 교섭단체
안양시의회는 5석 이상을 확보한 정당, 또는 어떠한 교섭단체에도 속하지 않은 의원 5명이 교섭하여 교섭단체를 구성할 수 있다. 2018년 기준, 더불어민주당과 미래통합당 모두 교섭단체이다.